# Nico Schwanz

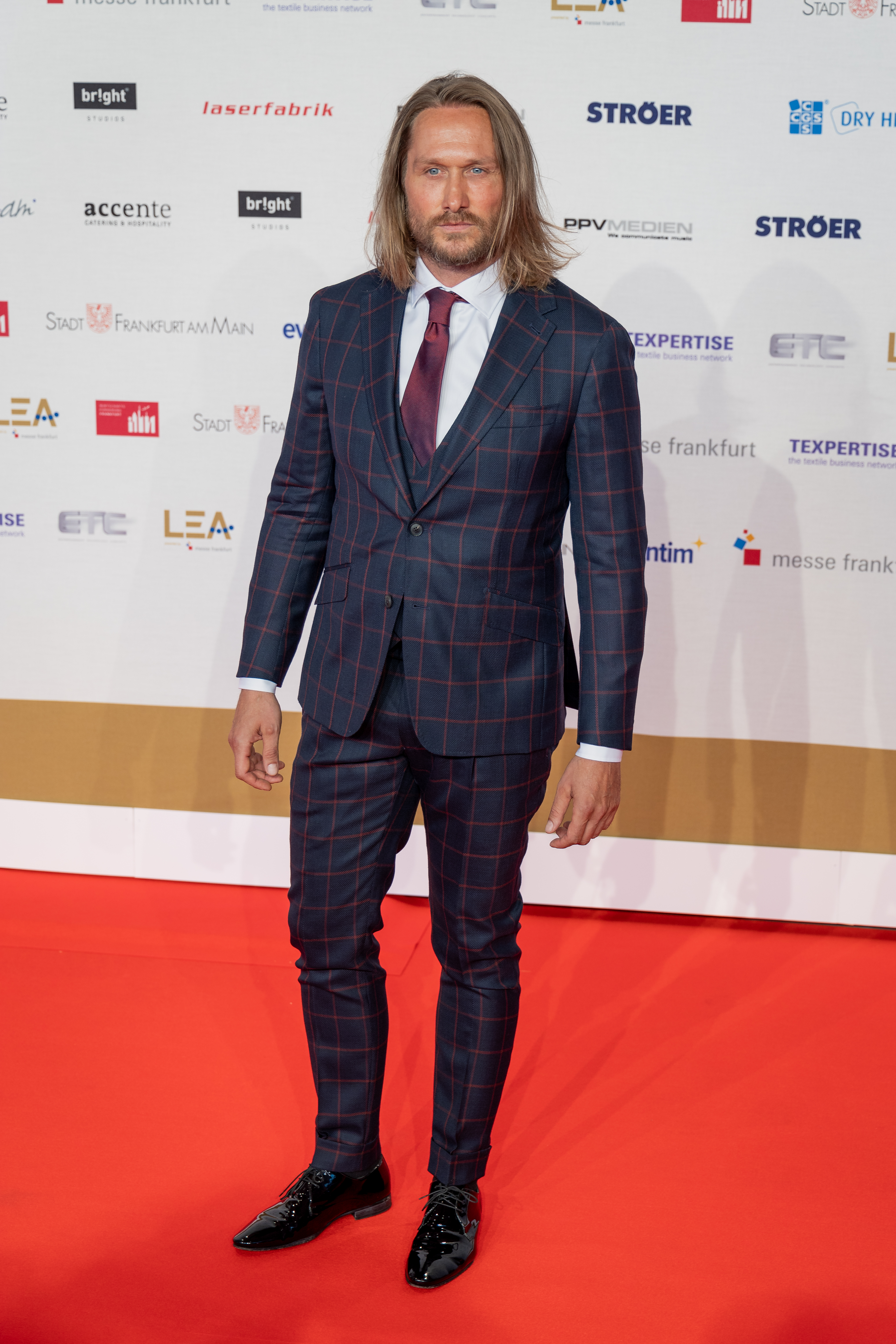
Nico Schwanz (2022)

Nico Schwanz (* 12. Januar 1978 in Apolda) ist ein deutscher Reality-TV-Teilnehmer, Sänger und Model.

## Leben
Der gelernte Glaser und Friseur wurde nach einigen kleineren Auftritten auf Laufstegen und in Werbespots am 9. März 2003 in Guatemala zum Mr. Model of the World gewählt. Die Wahl verhalf ihm zum Durchbruch als Fotomodell, er arbeitete danach unter anderem für das Modeunternehmen s.Oliver und den Baur Versand.
Nico Schwanz wurde 2003 gemeinsam mit Jasmin Wagner als Gast-Juror des vierten Achtelfinals der Casting-Show Star Search verpflichtet. Dabei musste er auch den Auftritt des damals noch unbekannten Tokio-Hotel-Sängers Bill Kaulitz bewerten. 2004 nahm Schwanz an der Reality-TV-Sendung Die Alm teil, im Jahr darauf war er Gast bei Big Brother.
Im Januar 2009 nahm Schwanz als Kandidat an der Reality-Show Ich bin ein Star – Holt mich hier raus! auf RTL teil, bei der er den dritten Platz erreichte. Danach veröffentlichte er am 23. Januar 2009 bei Jack Whites Plattenlabel Gloriella Music seine erste Single Ich kenn mich selber nicht genau, welche jedoch den Einstieg in die Charts verfehlte. Allerdings schaffte es das Lied in die Playlisten von Schlager-Radiosendern wie WDR4.
Im Januar 2010 war Schwanz in der taff-Wochenserie Projekt Paradies – Vier Promis beim Heilfasten zu sehen. Im Mai 2010 nahm Schwanz in der TV Show Der große deutsche Love & Sex-Test by RTL II, und im August 2010 bei der Dokusoap Das Tier in mir auf RTL II, teil. Am 31. März 2012 nahm Schwanz am Pro7 Promiboxen teil. Dort unterlag er gegen Daniel Aminati. Im Februar 2013 nahm er beim R.SA Nacktrodeln in Altenberg im Erzgebirge teil.

2016 und 2017 nahm er an der großen ProSieben Völkerball Meisterschaft teil. In der Vergangenheit moderierte er die Show Guten Morgen im Deutschen Musik Fernsehen.

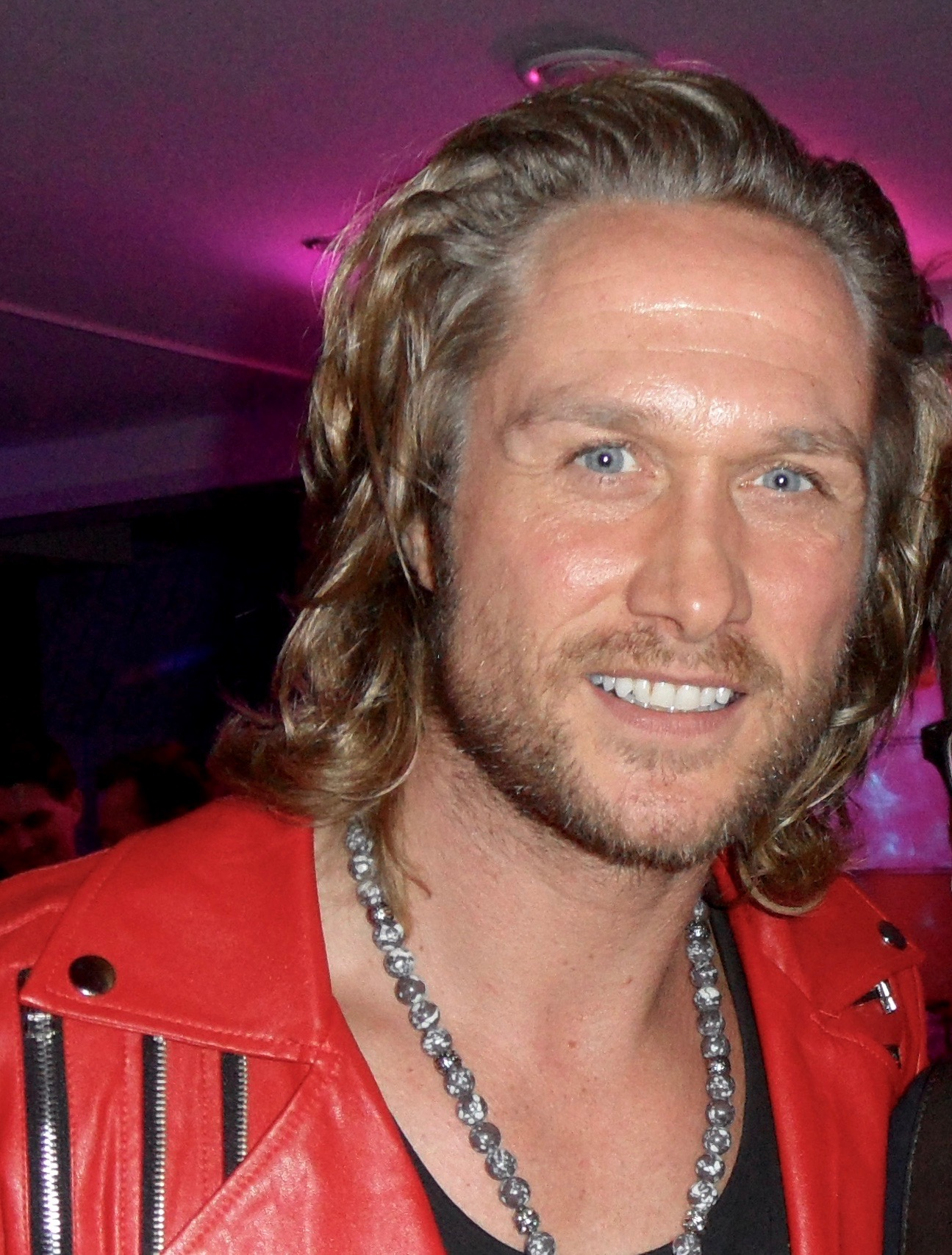
Nico Schwanz (2015)

 Nico Schwanz betrieb zwischen 2006 und 2011 einen Friseursalon in Jena. Nach fünf Jahren Beziehung trennte er sich 2013 von Juliett Giegler. Der gemeinsame Sohn des Paares wurde am 30. April 2010 in Apolda geboren. Bis September 2016 war Schwanz mit Saskia Atzerodt liiert, einer ehemaligen Teilnehmerin der Sendung Der Bachelor und Playmate des Monats Juli 2016. Nach einer dreimonatigen Trennung gaben die beiden Anfang 2017 ihre Verlobung bekannt und trennten sich im Juli 2017 erneut. Kurz vor der Trennung gewannen Nico Schwanz und Saskia Atzerodt noch als Paar die zweite Staffel von Das Sommerhaus der Stars – Kampf der Promipaare.
Im Oktober 2018 heiratete er in der am 2. November veröffentlichten ZDF-Show Lass dich überwachen! – Die Prism Is A Dancer Show (eine Auskopplung aus dem Neo Magazin Royale mit Jan Böhmermann) zum Schein eine Kandidatin der Sendung, die in einer Pinterest-Pinnwand ihre Hochzeitsvorstellungen online gestellt hatte, was vom Team der Sendung recherchiert worden war.
Im Oktober 2019 wurde bekannt, dass Schwanz mit Julia Prokopy, einer ehemaligen Teilnehmerin der Sendungen Germany’s Next Topmodel, Der Bachelor und Der Bachelor in Paradise, liiert ist. Das Paar trennte sich im Herbst 2020, während Prokopy im siebten Monat schwanger war.
Im Januar 2022 war er Gast bei Ich bin ein Star – Die Stunde danach (RTL) und bei Ich bin ein Star – Holt mich hier raus! Die große Dschungelparty (RTL). 2024 nahm Nico Schwanz an dem Streaming-Format The 50 teil. Ende 2024 war er zusammen mit Viktoria "Dodi" Schuler bei Forsthaus Rampensau Germany zu sehen.

## TV-Auftritte
- 2003: Star Search (Gastjuror)
- 2004: Die Alm (Teilnehmer)
- 2009: Ich bin ein Star – Holt mich hier raus! (Teilnehmer)
- 2010: Projekt Paradies – Vier Promis beim Heilfasten (Teilnehmer)
- 2016: Die große ProSieben Völkerball Meisterschaft (Teilnehmer)
- 2017: Die große ProSieben Völkerball Meisterschaft (Teilnehmer)
- 2017: Das Sommerhaus der Stars – Kampf der Promipaare (Gewinner)
- 2022: Ich bin ein Star – Die Stunde danach (Talkshow-Gast)
- 2022: Ich bin ein Star – Holt mich hier raus! Die große Dschungelparty (Gast-Auftritt)
- 2024: The 50 (Teilnehmer)
- 2024: Destination X (Teilnehmer)
- 2024: Forsthaus Rampensau Germany (Teilnehmer)

## Singles
- 2009: Ich kenn mich selber nicht genau
- 2009: Es steht geschrieben
- 2010: Nur mit Dir
- 2010: Gehst du mit mir durch die Hölle
- 2010: 1000 und 1 Nacht (Zoom!)
- 2012: Limbo Dance
- 2012: Mind the Gap (feat. Dave Lamondê)
- 2013: Schneetiger
- 2013: Undercover
- 2013: So oder so
- 2013: Ich glaub immer noch an Wunder
- 2014: Tür an Tür mit Alice (Living Next Door to Alice)
- 2016: Herz an Herz
- 2016: Du findest mich
- 2017: Ist das hier wahr
- 2019: Es geht weiter – Jan Kunath & Nico Schwanz
- 2020: Schwerelos